# Ayoyotes

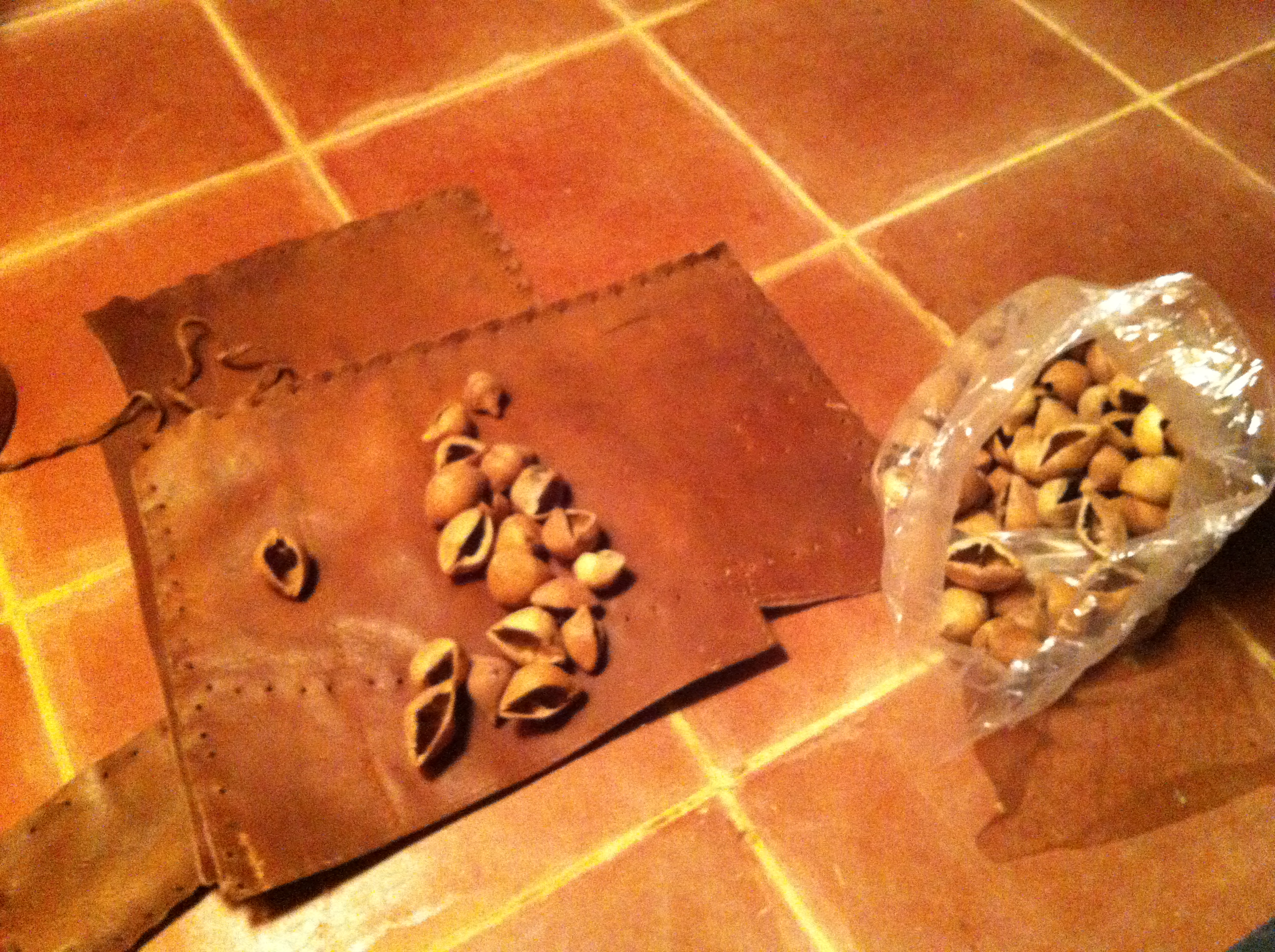
Ayoyotes

Los ayoyotes, ayoyotl, cascabeles aztecas o huesos de fraile son un instrumento de percusión de México. Se trata de un conjunto de nueces huecas del árbol llamado ayoyote o chachayote (chachayotl), de la familia Apocynaceae, unidas a bases de piel o tela para que se puedan amarrar en los tobillos o en las muñecas del danzante o del músico. Su sonido se parece al de una serpiente de cascabel y al de la lluvia. 